# Batman: The Dark Knight Strikes Again
The Dark Knight Strikes Again, publicada en España además también con títulos como Batman: El Señor de la Noche contraataca; Batman: El Caballero Oscuro contraataca, o Batman: El Contraataque del Caballero Oscuro, es una miniserie de historietas estadounidense de tres números de Batman, publicada entre noviembre de 2001 y julio de 2002 por DC Comics. Fue escrita e ilustrada por Frank Miller y coloreada por Lynn Varley.
Es la secuela de la clásica obra, The Dark Knight Returns. En esta continuación no forma parte del equipo Klaus Janson, el entintador de la anterior entrega.

## Sinopsis
Han pasado tres años desde que Batman retiró a las profundidades de las cuevas. El Hombre Murciélago se ha percatado de que existen cosas mucho peores que los simples asesinos y criminales, y estos son los líderes mundiales, los cuales manejan a la sociedad y provocan las guerras, y también los que pusieron a su aliado Superman en su contra, al convertirlo en una marioneta del gobierno de Estados Unidos. Esto queda demostrado, pues el "Presidente" no es más que un holograma creado por una alianza entre un maquinador y monstruoso Lex Luthor y el malvado extraterrestre Brainiac.
Mientras tanto, el caballero oscuro (Batman) le encarga a Carrie Kelly, la anterior Robin durante The Dark Knight Returns y actualmente Batgirl, rescatar a todos los héroes vivos atrapados por los dos genios del crimen y por Superman: Atom, Flash, Martian Manhunter, etc. Simultáneamente, el Hombre de Acero integra un equipo con Wonder Woman, con quien secretamente tiene una hija, y el Capitán Marvel.
El equipo Luthor/Brainiac le encarga a Superman buscar a Batman. El Hombre de Acero encuentra a Batman, pero es brutalmente atacado por Flash, Atom, Flecha Verde y el mismísimo Batman, que lo golpea violentamente con un par de guantes que emiten radiación de kryptonita.

## Personajes
- Batman: El alter ego de Bruce Wayne que fingió su muerte hace tres años y continúa operando en secreto como Batman en 1989. Lidera una rebelión contra el corrupto gobierno estadounidense encabezado por Lex Luthor. Batman es un estratega hábil y controvertido que toma decisiones que resultan en muertes, que considera necesarias para derrotar a sus enemigos.
- Catgirl: Carrie Kelley, anteriormente Robin, es la segunda al mando de Batman.
- Lex Luthor: Luthor encabeza el gobierno de Estados Unidos y utiliza un holograma de lo que la gente cree que es el presidente como testaferro. Controla a superhéroes poderosos, incluidos Superman, Capitán Marvel y Wonder Woman, manteniendo como rehenes a sus seres queridos.
- Brainiac: Proporciona a Luthor los medios para controlar Estados Unidos y, por tanto, el mundo.
- Superman: Controlado por Luthor, que mantiene como rehén a la ciudad miniaturizada de Kandor. Animado por su hija y Batman, Superman finalmente se defiende y rompe su propia promesa de no matar.
- Wonder Woman: La joven Reina de las Amazonas que tiene una hija con Superman.
- Lara: La hija de Superman y Wonder Woman que tiene los poderes de un kryptoniano y la actitud guerrera de una amazona. Tiene una mala opinión de las personas menos poderosas que ella y trata de persuadir a Superman para que se eleve por encima de los humanos y posiblemente se apodere del mundo.
- Capitán Marvel: Ahora siendo un anciano, todavía apoya a Superman y Wonder Woman. El Capitán Marvel tiene habilidades limitadas porque Luthor lo extorsiona. Él revela que él y Billy Batson eran dos seres separados que intercambiaron lugares, y que Billy (que siempre había sido enfermizo) había muerto hace unos 8 años. Esto lo hizo incapaz de simplemente salir para recuperarse porque no habría nadie que lo llamara de nuevo.
- Dick Grayson / "The Joker": Después de haber sido abusado emocionalmente por Batman y despedido años antes por "cobardía e incompetencia", Grayson se sometió a una terapia genética radical por parte de Luthor y otros villanos. Obtuvo un poderoso factor de curación y una capacidad de cambiar de forma, pero se volvió criminalmente loco. A lo largo de la mayor parte de la historia, Grayson adopta la apariencia del Joker y los trajes de los miembros de la Legión de Super-Héroes. Entre sus víctimas se incluyen Martian Manhunter, Creeper, The Guardian y casi mata a Carrie Kelley.
- Atom: Atrapado dentro de una placa de petri durante más de dos años, Ray Palmer es rescatado por Carrie Kelley y se convierte en uno de los primeros viejos superhéroes en unirse a la rebelión de Batman.
- The Flash: Barry Allen, coaccionado por amenazas a su esposa Iris, se ve obligado a correr dentro de un generador eléctrico gigante antes de ser liberado por Carrie Kelley y Atom.
- Elongated Man: Ralph Dibny promocionaba drogas sexuales en televisión antes de unirse a Batman.
- Plastic Man: Enloquecido y rescatado del Asilo Arkham, Eel O'Brian se une al grupo de Batman.
- The Superchix: un grupo de pop y superhéroes exclusivamente femenino formado por una imitadora de Black Canary, Bat Chick y Wonder Chick.
- Green Arrow: Oliver Queen, comunista, activista y multimillonario con un brazo mecánico, ha sido durante mucho tiempo parte de las fuerzas de Batman.
- The Question: Vic Sage, que lucha por la causa de Batman, trabaja principalmente solo e intenta reclutar al ex Martian Manhunter. Espía a Luthor y sus asociados y desconfía de la tecnología y la municipalización.
- Martian Manhunter: Víctima de los nanobots de Luthor, que lo han privado de la mayoría de sus poderes, J'onn J'onzz se ha vuelto adicto al alcohol y al tabaco. Conserva un sentido precognitivo que utiliza para ayudar a The Question.
- Green Lantern: Hal Jordan ahora vive con su propia familia alienígena en una parte distante de la galaxia. Regresa a la Tierra a petición de Batman.
- Hawkboy: Hijo de Hawkman y Hawkgirl que creció con su hermana en la selva tropical de Costa Rica. Cuando sus padres mueren en un ataque militar ordenado por Luthor, Hawkboy intenta vengarse.
- Saturn Girl: Una joven de trece años que puede ver el futuro. Adopta el nombre y la vestimenta de la Legionaria homónima del siglo XXXI.
- Rick Rickard: El títere holográfico que se desempeña como presidente de los Estados Unidos.
- El secretario de Estado de los Estados Unidos, Ruger, Exxon y el presidente del Estado Mayor Conjunto, el general Starbucks, miembros del gobierno de Luthor.
- Bat-Mite: Antiguo antagonista de Batman y cofundador de La Primera Iglesia del Último Hijo de Krypton, un movimiento marginal lunático dedicado a adorar a Superman.
- Big Barda: Actualmente es una ex actriz pornográfica que solía ser conocida con el alias Hot Gates. Cuando Estados Unidos se hunde en el caos, Big Barda se declara dictadora de Columbus, Ohio.
- Lana Harper-Lane: Reportera de noticias de televisión que se presume es hija de The Guardian y Lois Lane.

## Recepción
The Dark Knight Strikes Again recibió reseñas mixtas a negativas, y las críticas se enfocaron en sus ilustraciones, historia y desarrollo de personajes. Claude Lalumière de Montreal Gazette dio a la serie una reseña mixta y dijo que "el guión carece de los matices emocionales de su predecesor, y... las ilustraciones son apresuradas y estridentes", y que "tiene un chutzpah (descaro) considerable, pero su ejecución descuidada es lamentable". Roger Sabin de The Guardian escribió que la serie tiene "destellos de brillantez (pocos pueden controlar los diseños de las páginas como Miller), pero en general la idea del superhéroe irónico parece bastante anticuada".
Los críticos profesionales especializados en cómics estuvieron mayormente en contra. Al mismo tiempo, polarizó a los aficionados de Batman, siendo duramente criticada en el sector en contra. Algunas de las principales críticas llegan a raíz del dibujo, siendo considerado más simplista y desprolijo que en Batman: The Dark Knight Returns, y el coloreado, el cual parece haber sido realizado en computadora y con colores fluorescentes y chillones. Sin embargo, algunos defensores tratan de verla como una digna continuación de la historia original, pero realizada con una estética diferente, y que se plantearía en búsqueda de otros rumbos artísticos.
El primer número de "DK2" ocupó el puesto número 1 en diciembre de 2001, con una cantidad de ventas en pedidos anticipados que alcanzaban la cifra de 174.339. El segundo número de DK2 ocupó el tercer lugar en ventas durante el período de enero de 2002, con ventas anticipadas de 155.322 ejemplares. El número final de la serie tuvo ventas de pedidos anticipados de 171.546, volviendo al puesto número 1 en el mes de febrero de 2002. El cómic tuvo fecha de presentación en tienda el 31 de julio de ese mismo año.
Hablando sobre la recepción negativa que recibió Batman: The Dark Knight Strikes Again, Frank Miller dijo en 2006: "Esperaba un shock. Lo quería. Nunca tengo como misión tranquilizar a la gente. El tiempo tomará su propio juicio".

## Secuela
El 24 de abril de 2015, DC Comics anunció que Frank Miller estaba coescribiendo una secuela de The Dark Knight Strikes Again con junto con Brian Azzarello, titulada The Dark Knight III: The Master Race. La serie contó con un elenco rotativo de artistas, incluidos Andy Kubert y Klaus Janson. Frank Miller confirmó más tarde que The Master Race no sería la conclusión final y estaba comenzando a trabajar en una cuarta serie.
- Datos: Q2629010